# Липы
Липы (укр. Липи) — село в Каменец-Подольском районе Хмельницкой области Украины.
Население по переписи 2001 года составляло 197 человек. Почтовый индекс — 32380. Телефонный код — 3849. Занимает площадь 0,489 км².

## Местный совет
32383, Хмельницкая обл., Каменец-Подольский р-н, с. Чабановка, ул. Чапаева, 1